# Bactericera trigonica
Bactericera trigonica är en insektsart som beskrevs av Hodkinson 1981. Bactericera trigonica ingår i släktet Bactericera och familjen spetsbladloppor.
Artens utbredningsområde är Iran. Inga underarter finns listade i Catalogue of Life.